# Piet Hein (scrittore)
Piet Hein (Copenaghen, 16 dicembre 1905 – Fionia, 17 aprile 1996) è stato un matematico, inventore, scrittore, poeta e scienziato danese; ha scritto molte opere sotto lo pseudonimo di "Kumbel" (parola in antico norvegese che significa sia "pietra tombale", sia "breve e preciso", come nella parola italiana "lapidario").
Ha inventato il genere letterario dei gruk, brevi aforismi in forma poetica. In matematica è noto per l'estensione della superellisse alla terza dimensione (superellissoide) e per l'invenzione di molti rompicapo. Era un discendente diretto di Piet Pieterszoon Hein, l'eroe navale olandese del XVII secolo.

## Biografia
Nato a Copenaghen, in Danimarca, studiò all'Istituto di Fisica Teorica dell'Università di Copenaghen (in seguito noto come Istituto Niels Bohr). Successivamente la sua passione per le invenzioni industriali lo portò a studiare ingegneria all'Università tecnica della Danimarca, fino all'aprile del 1940, anno in cui la Danimarca venne occupata dai nazisti. Piet Hein, che era a capo di un gruppo antinazista, diventò partigiano e rimase tale fino alla fine della guerra. Dopo la guerra Hein cominciò a scrivere articoli di argomento scientifico per il giornale Politiken. Nello stesso giornale pubblicò i suoi epigrammi, chiamati gruk, sotto la firma di "Kumbel Kumbell". L'Università di Yale lo premiò nel 1972 con una laurea honoris causa.
Morì nella sua casa sull'isola di Fionia, in Danimarca, nel 1996.

### Vita privata
Piet Hein si sposò quattro volte ed ebbe cinque figli.
- 1937 sposa Gunver Holck, dalla quale divorzierà
- 1942 sposa Gerda Ruth (Nena) Conheim, dalla quale divorzierà dopo aver avuto da lei due figli: Juan Alvaro Hein, nato il 9 gennaio 1943; Andrés Humberto Hein, nato il 30 dicembre 1943
- 1947 sposa Anne Cathrina (Trine) Krøyer Pedersen, dalla quale divorzierà dopo aver avuto da lei un figlio: Lars Hein, nato il 20 maggio 1950
- 1955 sposa Gerd Ericsson, deceduta il 3 novembre 1968, dalla quale ebbe due figli: Jotun Hein, nato il 19 luglio 1956; Hugo Piet Hein, nato il 16 novembre 1963

## Opere

### Poesia
È conosciuto al grande pubblico per le migliaia di brevi aforismi poetici, chiamati grooks (gruk in danese). Un esempio, da Grooks, pubblicato per la prima volta nel 1966:
Problems
Problems worthy of attack
prove their worth
by hitting back.
(I problemi degni di essere attaccati provano il loro valore contrattaccando)

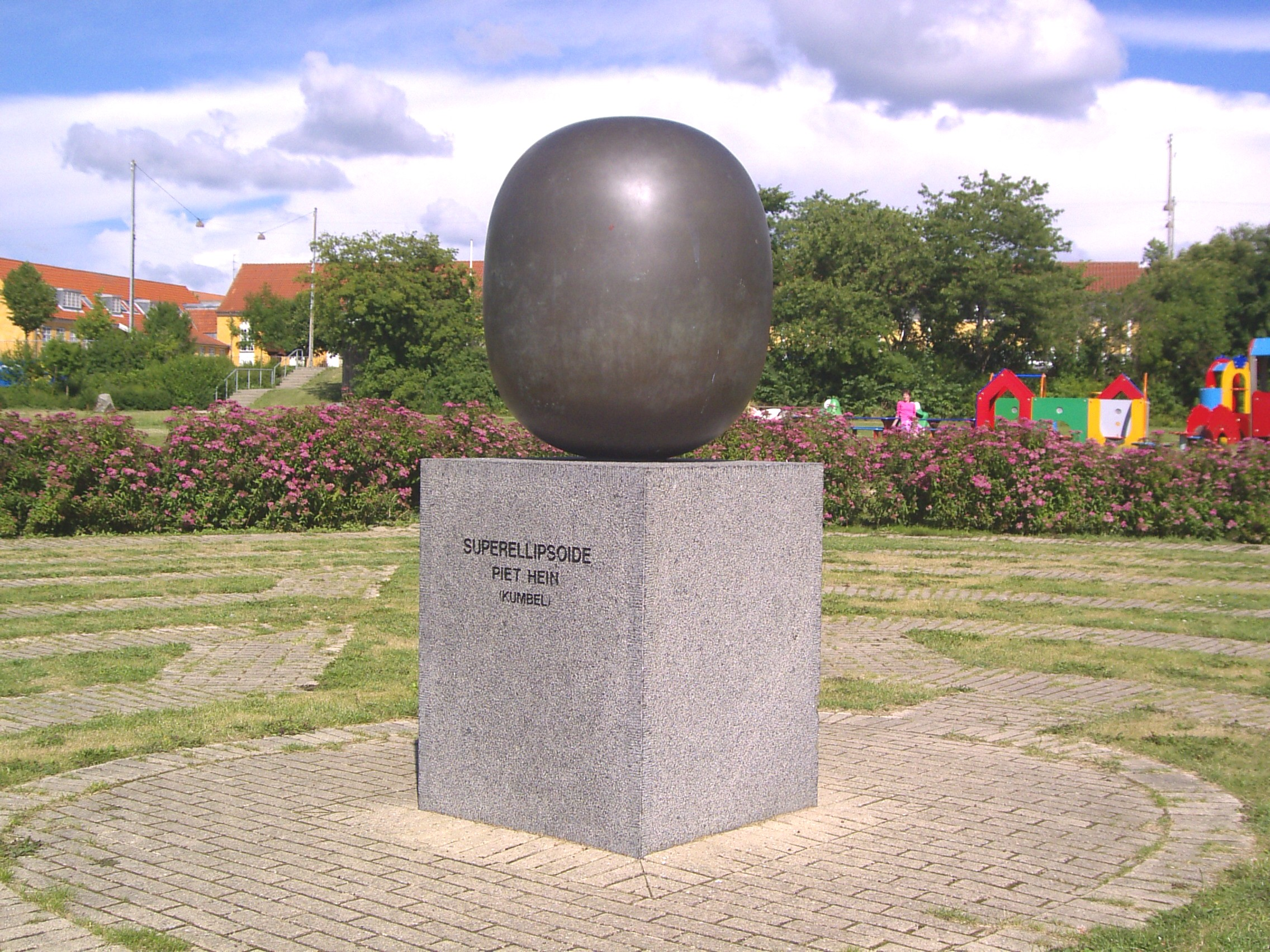
Superellipsoide nel Kumbelparken a Farum

### Matematica
Piet Hein studiò la superellisse, una curva "intermedia" tra un rettangolo e un'ellisse, di equazione:
{\displaystyle \left|{\frac {x}{a}}\right|^{n}\!+\left|{\frac {y}{b}}\right|^{n}\!=1} ,
analizzata dal matematico francese Gabriel Lamé (1795 – 1870).
In particolare, Piet Hein pensava che la superellisse con n=2.5 fosse quella più esteticamente gradevole da vedere, e cercò di promuoverne l'utilizzo in architettura e nel design (in particolare in quello di mobili).

### Giochi
Piet Hein ha inventato molti rompicapi, tra cui:
- Hex : un gioco da tavolo, inventato indipendentemente da John Nash. Piet Hein ebbe l'idea leggendo il teorema dei quattro colori, e presentò il gioco in una conferenza all'Istituto Niels Bohr. Successivamente, il 26 dicembre dello stesso anno, la descrizione del gioco (inizialmente chiamato Polygon) comparve su Politiken, che nei mesi successivi pubblicò anche varianti e problemi.
- Tangloids: un gioco di abilità per due persone, usato da fisici come Niels Bohr per spiegare il calcolo degli spinori.
- Cubo soma: un rompicapo in cui sette pezzi devono essere riuniti per formare un cubo 3x3x3.
- Pyramystery: un rompicapo simile al Cubo soma, in cui si deve riassemblare una piramide di biglie.
- TacTix: noto in Danimarca con il nome di Bula, è una variante del gioco del Nim.
- Nimbi: un'altra variante del gioco del Nim, su una base triangolare.
- Morra
- Tower
- Polytaire
- Qrazy Qube